# Dreifaltigkeitskirche (Bad Teinach)

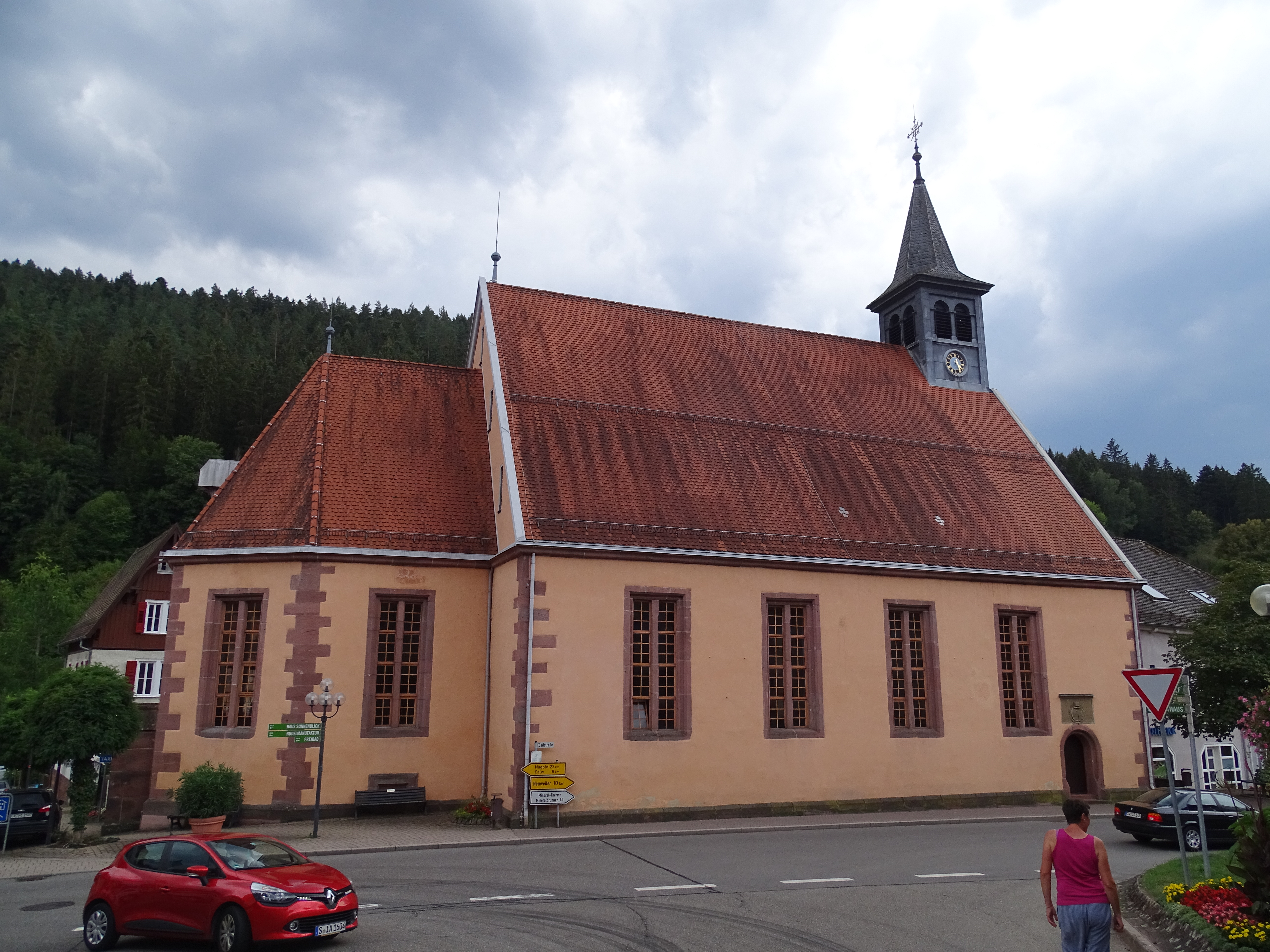
Dreifaltigkeitskirche in Bad Teinach

Die Dreifaltigkeitskirche ist ein geschütztes Kulturdenkmal nach dem Denkmalschutzgesetz in Bad Teinach-Zavelstein, einer Stadt im Landkreis Calw in Baden-Württemberg. Die Kirchengemeinde gehört zum Kirchenbezirk Calw-Nagold der Evangelischen Landeskirche in Württemberg.

## Beschreibung

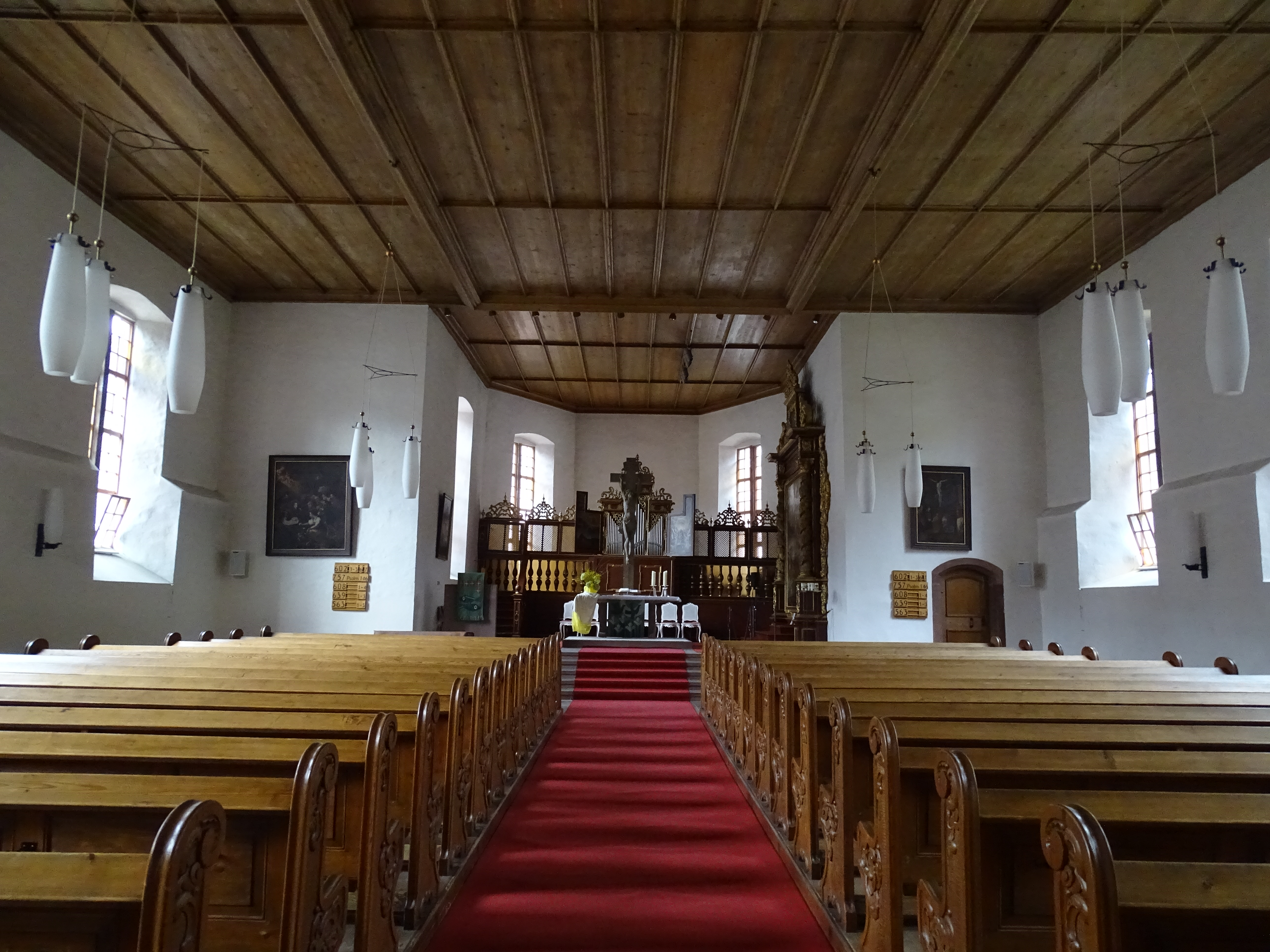
Blick zum Chor

Die Saalkirche wurde 1662 von Herzog Eberhard III. gestiftet. Sie besteht aus einem Langhaus und einem eingezogenen, dreiseitig geschlossenen Chor im Osten. Aus dem Satteldach des Langhauses erhebt sich im Westen ein quadratischer Dachreiter, der die Turmuhr und den Glockenstuhl beherbergt, und der mit einem achtseitigen, schiefergedeckten Knickhelm bedeckt ist.
Der Innenraum ist mit einer Holzbalkendecke überspannt. Die Chororgel wurde 1680 gebaut und 1965 von der Orgelbau Friedrich Weigle überarbeitet. Die große Orgel wurde 1975 von der Orgelbau Friedrich Weigle gebaut.